# Chaitén (vulcão)

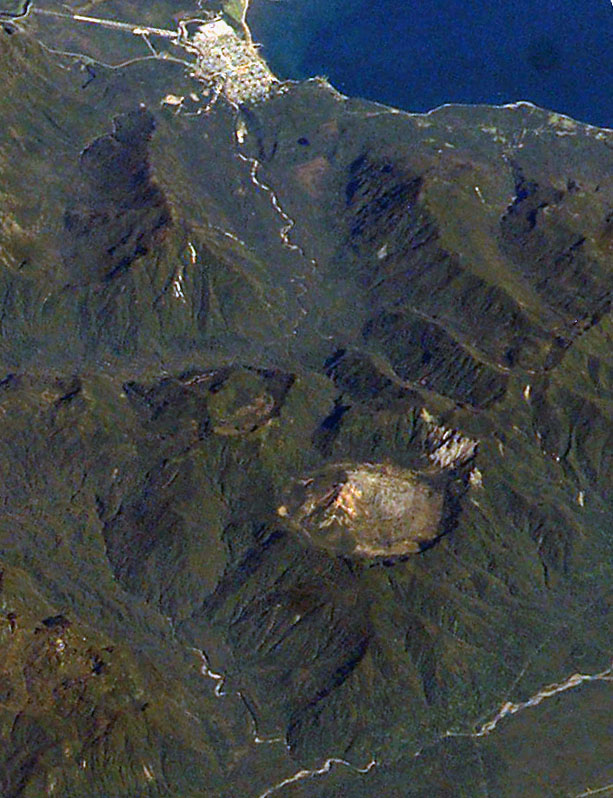

Chaitén é um vulcão localizado 10 km a nordeste da cidade chilena de Chaitén, capital da província de Palena, na Região de Los Lagos e do Cinturão vulcânico dos Andes. O vulcão localiza-se a cerca de 1200 km a sul da capital chilena Santiago. A sua altitude máxima é de 1122 metros (3681 pés) e situa-se próximo de áreas povoadas. Sua última erupção ocorreu em Maio de 2008, após cerca de 10 milhares de anos sem erupções.